# Управління військами
Управлі́ння війська́ми — процес цілеспрямованого впливу командувачів (командирів), штабів на війська, що здійснюється для підтримки готовності військ до виконання завдань за призначенням, їх підготовки та успішного виконання ними завдань у ході ведення операції (бойових дій).

## Визначення
Мета управління військами полягає у забезпеченні визначеного рівня бойової та мобілізаційної готовності військ, їх всебічної підготовки до застосування та ефективної реалізації оперативних (бойових) можливостей військ у ході ведення військових операцій (бойових дій).
До управління військами, як процесу, пред'являються вимоги, виконання яких є необхідною передумовою досягнення його мети. Основними з них є постійна готовність системи управління до оперативної роботи, стійкість, безперервність, оперативність, якість, прихованість управління військами.
Організація управління військами полягає у створенні і розгортанні системи управління, визначенні завдань та порядку роботи штабу під час підготовки і в ході ведення військових операцій (бойових дій) та забезпечення стійкої і безперервної роботи пунктів управління, засобів зв'язку і АУВ для своєчасного і якісного виконання завдань управління.

## Військове управління НАТО
Військове управління в НАТО — система засобів і спроможностей військових начальників (командирів) здійснювати управління військами (силами). В сучасну добу нерозривно пов'язане з інформаційними технологіями.
У збройних силах держав учасниць НАТО є поширеним підхід щодо використання спеціальних абревіатур для розуміння системи військового управління. Таке умовне позначення розуміє під собою зокрема наявну інфраструктуру, роль військових підрозділів або посадових осіб, використовувані процедури (дії).
Відомі такі абревіатури:
- C2 / C&C (управління і контроль);[1]
- C2I (управління, контроль, розвідка);
- C2IS (інформаційні системи управління і контролю);
- C2ISR (управління, контроль, розвідка, спостереження, інструментальна розвідка);[1]
- C3 (командування, управління, комунікації) [Міністерство оборони США];
- C3 (консультування, командування, управління) [НАТО];
- C3I (управління, контроль, зв'язок, розвідка);
- C4I (управління, контроль, зв'язок, ІТ (комп'ютери), розвідка);
- C4ISR (управління, контроль, зв'язок, ІТ (комп'ютери), розвідка, спостереження, інструментальна розвідка), у США;
- C4ISTAR (управління, контроль, зв'язок, ІТ (комп'ютери)), ISTAR (розвідка, спостереження, інструментальна розвідка), у Великій Британії.

Є й інші, похідні, залежно від завдань і рівня управління.